# Kaikkosaari
Kaikkosaari är en ö i Finland. Den ligger i sjön Vuokkijärvi och i kommunen Suomussalmi i den ekonomiska regionen  Kehys-Kainuu  och landskapet Kajanaland, i den centrala delen av landet, 500 km norr om huvudstaden Helsingfors. Öns area är 4,3 hektar och dess största längd är 350 meter i sydöst-nordvästlig riktning.